# Vólvulo gástrico
Vólvulo Gástrico es una entidad clínica poco frecuente, incidente en la quinta década de la vida. 
Se define como una rotación anormal del estómago de 180 grados aproximadamente, produciendo una obstrucción que puede resultar en encarcelamiento y estrangulación de la víscera y debe diferenciarse de torsión gástrica (una rotación de estómago sencilla de menos de 180°) 

El vólvulo gástrico afecta por igual tanto a mujeres como a hombres.
El 75-80% corresponde a pacientes adultos, en los que por lo general, la presentación clínica está asociada a causas congénitas y adquiridos asociados.

## Anatomía
El estómago se apoya fundamentalmente en la unión gastroesofágica y el píloro, y está fijado en la cavidad peritoneal por cuatro ligamentos:
- Ligamento frenogástrico: Fija el fondo gástrico con la cara inferior del diafragma, manteniendo el ángulo de His.[5]
- Ligamento gastrocólico
- Ligamento triangular izquierdo
- Ligamento hepatogástrico

Para que se produzca el vólvulo gástrico, cualquiera de estos ligamentos debe encontrarse ausente o ser anormalmente laxo. Lo más frecuente es que se deban a defectos diafragmáticos congénitos o adquiridos, como la eventración o la hernia de hiato paraesofágica que permite al estómago moverse a lo largo de su eje longitudinal.
Existen dos tipos de vólvulo gástrico crónico y agudo.

## Vólvulo gástrico crónico
La forma crónica es la más frecuente y se asocia a las hernias hiatales tipo II-III. Sin embargo muchas veces no es diagnosticada y cuando se hace es incidental. Clínicamente podría ser asintomática o con una serie de síntomas inespecíficos como:
- La sensación de saciedad precoz
- Dolor epigástrico de carácter intermitente
- Podría irradiar a hemitórax izquierdo
- Anemia crónica
- Disfagia
- Meteorismo

## Vólvulo gástrico agudo
En el episodio de vólvulo gástrico agudo puede estar presenta la tríada de Borchardt, pero solo está presente en un 25% de los casos y consta de las siguientes manifestaciones:
- Vómitos no Productivos
- Incapacidad para colocar la sonda naso-gástrica.
- Dolor epigástrico severo y constante

## Factores de Riesgo
- Hernia hiatal
- Adherencias abdominales
- Defectos diafragmáticos
- Neoplasia Gástrica

## Clasificación del vólvulo gástrico
El sistema más utilizado para categorizar el vólvulo gástrico, según Singleton, hace hincapié al eje alrededor del cual gira el estómago y son los siguientes tipos:
- Organoaxial
- Mesenteroaxial
- Combinado

### Tipo organoaxial
Este es el tipo más común de vólvulo gástrico, en este tipo el estómago gira alrededor de un eje que conecta la unión gastroesofágica y el píloro y el antro gira en dirección opuesta a la del fondo del estómago. En resumen la curvatura mayor queda por encima de la menor .
Generalmente está relacionado con defectos diafragmáticos. Estrangulamiento y necrosis ocurren comúnmente en este tipo.

### Tipo mesentericoaxial
Corresponde a un 29% de los casos de vólvulo gástrico. El eje mesenteroaxial divide a las curvaturas mayor y menor. El antro gira anterior y superiormente de modo que la cara posterior del estómago se encuentra en sentido anterior. La rotación es generalmente incompleta y se produce intermitentemente. Compromiso vascular es poco común. Los pacientes con vólvulo gástrico mesenteroaxial normalmente no tienen antecedentes de defecto diafragmáticos y por lo general tienen síntomas crónicos.

### Tipo combinado
El tipo combinado de vólvulo gástrico es una forma rara en la que el estómago se retuerce tanto mesenteroaxial y organoaxialmente. Este tipo por lo general se observa en pacientes con vólvulo crónico.

## Tratamiento
En general las manifestaciones clínicas van depender del grado de volvulación y de la rapidez de instauración del vólvulo. Si ocurre de manera súbita constituye una emergencia quirúrgica por el riesgo de isquemia gástrica consecuente necrosis y compromiso respiratorio asociado, alcanzando una mortalidad de entre el 60 y el 80% en los casos no tratados. 
El vólvulo gástrico agudo, usualmente requiere un tratamiento quirúrgico de emergencia, ya sea por laparotomía o laparoscopia; el objetivo es descomprimir el estómago y fijarlo a la pared abdominal (gastropexia) para prevenir la recurrencia, solo en casos de necrosis gástrica se realizará una gastrectomía. El diagnóstico del vólvulo crónico es difícil; se requiere un alto índice de sospecha y confirmación por medio estudio gastrointestinal superior por imágenes con bario para confirmar la alteración de la posición del estómago. La radiografía simple no es útil en el diagnóstico.
La gastropexia anterior por laparoscopia es un procedimiento efectivo y con baja morbilidad para el tratamiento del vólvulo gástrico agudo en pacientes con elevado riesgo quirúrgico.
La morbilidad y la mortalidad del vólvulo gástrico agudo ha disminuido al 20% como consecuencia de los avances en su diagnóstico y tratamiento.

## Complicaciones quirúrgicas
- Lesión de nervio vago
- Neumotórax
- Hemorragia
- Recurrencia